# ムナオビクイナ
ムナオビクイナ(胸帯水鶏、学名：Gallirallus torquatus) は、ツル目クイナ科に分類される鳥類の一種である。本種をクイナ属（Rallus）に分類する説もある。その場合学名は、Rallus torquatusとなる。

## 分布
フィリピン、インドネシアに分布する。

## 形態
体長約34cm。背、尾、翼上面はオリーブ褐色で、額から頭上にかけて灰色。喉や顔は黒く、頬から側頸部にかけて白線がある。喉から腹にかけて白と黒の細かい横縞模様があり、上胸に赤茶色の幅広い帯状の斑がある。虹彩は鮮赤色をしている。嘴は黒色、脚は褐色。

## 生態
湿地、草地などに生息する。乾燥した森林の中でも見られる。
1腹3-4個の卵を産む。

## 亜種
以下の5亜種に分類される。

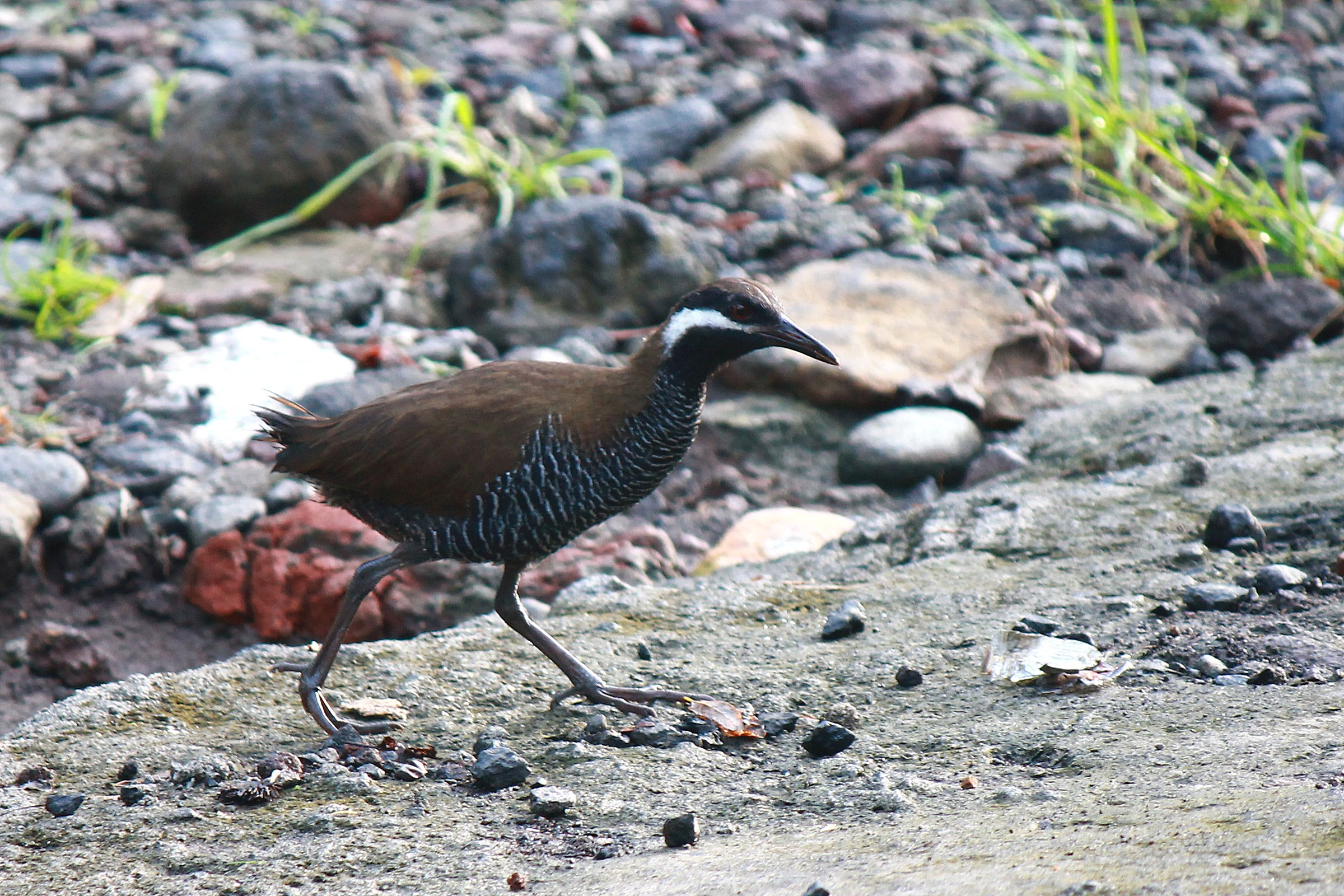
成鳥

- Gallirallus torquatus torquatus

基亜種。
- Gallirallus torquatus kuehni
- Gallirallus torquatus celebensis
- Gallirallus torquatus limarius
- 成鳥Gallirallus torquatus sulcirostris